# Omuthiya (Wahlkreis)
Omutihiya, offiziell Omuthiyagwiipundi, ist ein Wahlkreis in der Region Oshikoto im Norden Namibias. Verwaltungssitz ist die gleichnamige Stadt Omuthiya (Omuthiyagwiipundi). Der Wahlkreis hat (Stand 2023) knapp 40.000 Einwohner, die auf einer Fläche von 13.393 Quadratkilometer leben.

## Wahlen
| Wahl | Name           | Partei | Stimmenanteil |
| ---- | -------------- | ------ | ------------- |
| 1992 |                |        |               |
| 1998 | Penda Ndakolo  | SWAPO  | o. W. 1       |
| 2004 | Penda Ndakolo  | SWAPO  | 97,9 %        |
| 2010 | Armas Amukoto  | SWAPO  | 96,5 %        |
| 2015 | Samuel Shivute | SWAPO  | 95,5 %        |
| 2020 | Samuel Shivute | SWAPO  | 62,9 %        |